# Hoshina Masatoshi
Hoshina Masatoshi (保科正俊; 1509 - 1593) was een samoerai uit de Japanse Sengoku-periode. Hij was een vazal van de Takeda-clan en verwierf faam als een van de Vierentwintig generaals van Takeda Shingen.
Hij was een zoon van Hoshina Masanori, de heerser van kasteel Takato in de provincie Shinano. Hij vocht oorspronkelijk tegen Shingen tijdens diens invasie van de provincie Shinano; later onderwierp hij zich echter aan Shingen en werd een vazal van de Takeda met het bevel over 120 man cavalerie. Samen met Sanada Masayuki en Kosaka Masanobu was hij een van de drie "Danjo" van de Takeda-clan. Hij werd wel de Yari Danjo (槍弾正) genoemd, vanwege zijn vaardigheid in het gebruik van de speer. 
Masatoshi werd opgevolgd door zijn zoon Masanao.